# Freddy Schweitzer
Freddy Schweitzer (* 20. Mai 1907 im Saarland; † 16. November 1950 in Edgware) war ein deutscher Jazzmusiker (Alt- und Tenorsaxophon, Klarinette) und Komiker.
Schweitzer war zunächst als Pianist tätig. Er arbeitete bei Louis de Vries, Stanley Barnett, Tommy Marshall, Marek Weber und Efim Schachmeister. 1932 holte ihn Jack Hylton in seine Band, bei dem er, weil in Hitler-Deutschland rassistisch verfolgt, bis zur Auflösung des Orchesters 1940 blieb und auch komische Einlagen darbot; so balanzierte er während eines Klarinettensolos eine Geige und später sogar einen Bass auf seiner Stirne. Anschließend gehörte er zum Orchester von Freddy Bretherton. Seit den 1940er Jahren arbeitete er gemeinsam mit Paul King im Variete, leitete aber auch eine eigene Band. Er ist auf Plattenaufnahmen mit Norbert Cohn, Hylton und mit Coleman Hawkins zu hören.

## Lexikalische Einträge
- John Chilton, Who Is Who in British Jazz London 2005; ISBN 978-0826472342